# 赤窓会
赤窓会（せきそうかい）は、丹羽 共治が中心となって結成した。日本で最も古い写真家団体の一つである。

## 年譜
- 1920(大正9)年4月　　　　 兵庫県神戸市元町4丁目にて神戸赤窓会創立。赤壁商店内に事務所を置く。
  - 創立会員：初代代表 丹羽 共治 　　　 　　　　　　　　　　　　 
    - 淵上 白陽
    - 中村 国芳
    - 黒田 六花
    - 渡辺 勇
    - 福留 巳年
- 1925(大正14)年12月 朝日新聞主催 写真競技大会 優勝。
- 1934 (昭和9)年6月 肖像写真展開催 そごう百貨店(神戸)
- 1935 (昭和10)年6月23日 肖像写真展開催 そごう百貨店(神戸)
- 1950 (昭和25)年8月 神戸赤窓会30周年記念写真展「新たな方向を示す肖像写真展」　三越(神戸)
  - 丹羽共治の退任により、二代目代表に児島寛治が就任。
  - 「神戸赤窓会」から現行の「赤窓会」に改名。
- 1966 (昭和41)年11月10日 赤窓会45周年記念写真展「女性讃歌」　神戸交通文化センター　引き続き 東京・米子・北九州にて開催
- 1973 (昭和48)年10月16日 赤窓会写真展「人間国宝作家の顔」　生田神社会館
- 1974 (昭和49)年12月5日 ‘74赤窓会写真展 神戸　ギャラリーさんちか
- 1975 (昭和50)年7月1日 赤窓会55周年記念写真展「‘75現代人物写真展」　兵庫県立近代美術館
- 1976 (昭和51)年9月27日 ‘76赤窓会写真展「女・おんな・オンナ」 　山陽百貨店(姫路)
- 1977 (昭和52)年9月6日 ‘77赤窓会写真展 　三越(神戸)
- 1978 (昭和53)年10月11日 ‘78赤窓会写真展 　兵庫県民会館(神戸)
- 1979 (昭和54)年9月26日 ‘79赤窓会写真展 　兵庫県民会館(神戸)
  - 児島寛治の退任により、三代目赤窓会代表に尾内七郎が就任。
- 1980 (昭和55)年9月16日 ‘80赤窓会写真展「華を写す」 　兵庫県民会館(神戸)
- 1981 (昭和56)年9月12日 ‘81赤窓会写真展 　兵庫県民会館(神戸)
- 1982(昭和57)年8月20日 ‘82赤窓会写真展「自然と人間讃歌」　富士フォトサロン(大阪)　引き続き 姫路・米子にて開催
- 1983 (昭和58)年8月19日 ‘83赤窓会写真展「女・おんな・オンナ」　 富士フォトサロン(大阪)
- 1984 (昭和59)年8月24日 ‘84赤窓会写真展「女・ショート・ショート」 　富士フォトサロン(大阪)
- 1985(昭和60)年8月16日 ‘85赤窓会写真展「女・SHORT SHORT」 　富士フォトサロン(大阪)
- 1986 (昭和61)年8月1日 ‘86赤窓会写真展「女性讃歌」　富士フォトサロン(大阪)
- 1987 (昭和62)年8月28日 ‘87赤窓会写真展「おんな」　富士フォトサロン(大阪)
  - 11月3日 尾内七郎、黄綬褒章受章。
  - 12月14日 尾内七郎の退任により、四代目赤窓会代表に福留勇が就任。
- 1988 (昭和63)年9月2日 ‘88赤窓会写真展「美・遊・心・象」　富士フォトサロン(大阪)
- 1989 (平成元)年8月18日 ‘89赤窓会写真展「美・遊・心・象・Ⅱ」　富士フォトサロン(大阪)
- 1990 (平成2)年2月14日 赤窓会70周年記念撮影旅行　(於)沖縄県 那覇市
  - 8月24日 赤窓会70周年記念写真展「美・遊・心・象 Ⅲ」　富士フォトサロン(大阪)
  - 9月1日 赤窓会70周年記念大会　ゴーフルリッツホテル(神戸)
- 1991 (平成3)年9月13日 ‘91赤窓会写真展「象」~おんな~　富士フォトサロン(大阪)
- 1992 (平成4)年2月4日 撮影旅行　(於)沖縄県 石垣島
  - 5月1日 福留勇、瑞宝章受章。
  - 8月21日 ‘92赤窓会写真展「象」~おんな~　富士フォトサロン(大阪)
- 1993 (平成5)年2月4日 撮影会　(於)京都 南禅寺 及び 琵琶湖疎水周辺
  - 4月26日 撮影会　(於)神戸 ROKKO23 及び 小泉製麻
  - 8月20日 ‘93赤窓会写真展「女」~風姿風情~　富士フォトサロン(大阪)
- 1994 (平成6)年3月7日 撮影会　(於)姫路 太陽公園
  - 8月5日 ‘94赤窓会写真展「女」~風姿風情~　富士フォトサロン(大阪)
  - 10月31日 撮影会　(於)神戸 セントジョージジャパン
- 1995 (平成7)年1月17日 阪神淡路大震災により1月～6月まで赤窓会写真展中止 及び 例会休止
  - 7月13日 震災後 初例会　(於)姫路 松びし
- 1996 (平成8)年8月16日 ‘96赤窓会写真展「かお」　富士フォトサロン(大阪)
- 1997 (平成9)年2月27日 撮影会　(於)神戸 須磨観光ハウス
  - 6月1日 　　 尾内七郎が日本写真協会功労賞受賞。
  - 7月3日 撮影会　(於)大阪 プロカラーラボ内スタジオ
  - 9月 　　 撮影会　(於)岡山県 犬島
- 1998 (平成10)年8月28日 ‘98赤窓会写真展「女人心像」 　富士フォトサロン(大阪)
- 1999 (平成11)年3月30日 撮影会　(於)神戸 ハーブ園 及び セントジョージ
  - 9月17日 撮影旅行　(於)滋賀県 ロイヤルオークホテル
- 2000 (平成12)年3月7日 撮影会　(於)神戸 須磨観光ハウス
  - 4月18日 撮影会　(於)神戸 北野異人館サッスーン邸
  - 8月11日 赤窓会80周年記念写真展 Ⅰ心像作品「窓｣ ＆Ⅱ人像作品「肖像2000」　富士フォトサロン(大阪)
  - 8月17日 赤窓会80周年記念大会　(於)大阪 第一ホテル
  - 12月11日 福留勇の退任により、五代目赤窓会代表に小林俊博が就任。
- 2001 (平成13)年2月22日 撮影会　(於)大阪 鶴見緑地公園
- 2002 (平成14)年2月20日 撮影会　(於)尼崎 旧林邸
  - 8月9日 赤窓会写真展 Ⅰ心像作品「叙情｣＆Ⅱ人像作品「肖像2002」　富士フォトサロン(大阪)
- 2003 (平成15)年2月28日 撮影会　(於)兵庫県 有馬グランドホテル
  - 9月15日 小品展の開催　ギャラリー『ル・ポール』(神戸)
- 2004 (平成16)年3月29日 撮影旅行 (於)兵庫県 城崎
  - 8月13日 赤窓会写真展 Ⅰ心像作品「美遊心象・おんなうた｣ ＆Ⅱ人像作品「肖像2004」　富士フォトサロン(大阪)
  - 8月31日 赤窓会写真展　(社)日本写真文化協会 ポートレートギャラリー(東京)
- 2005 (平成17)年3月31日 撮影会　(於)岡山県 犬島
  - 6月30日 撮影会　(於)兵庫県 淡路島
- 2006 (平成18)年2月9日 撮影会　(於)大阪 南港ATC
  - 8月11日 赤窓会写真展 Ⅰ心像作品「風｣ ＆Ⅱ人像作品「肖像2006」　富士フォトサロン(大阪)
- 2007 (平成19)年3月28日 撮影会　(於)神戸 北野クラブ 『sora』
- 2008 (平成20)年3月26日 撮影旅行 (於)滋賀県 ダイヤモンド滋賀
  - 8月15日 赤窓会写真展「花影」　富士フォトサロン(大阪)
- 2009 (平成21)年3月31日 撮影会　(於)兵庫県 淡路島
  - 7月9日 撮影旅行 (於)滋賀県 琵琶湖周辺
- 2010 (平成22)年3月30日 撮影会　(於)神戸 北野クラブ 『sora』

## 赤窓会内 賞
- 赤窓会大賞
- 赤窓会努力賞 改め 赤窓会優秀賞
- 赤窓会児島賞
- 赤窓会尾内賞

## 歴代4賞受賞記録
- 赤窓会大賞
  - 1957年　尾内七郎
  - 1958年　尾内七郎
  - 1959年　児島寛治
  - 1960年　児島寛治
  - 1961年　辰　敏夫
  - 1962年　桑島繁次
  - 1963年　永井　進
  - 1964年　桑島繁次
  - 1965年　福留　勇
  - 1966年　尾内　晃
  - 1967年　尾内七郎
  - 1968年　小林俊博
  - 1969年　小林俊博
  - 1970年　福留　勇
  - 1971年　小林俊博
  - 1972年　戸井雅夫
  - 1973年　児島寛治
  - 1974年　尾内七郎
  - 1975年　松永貞夫
  - 1976年　小林俊博
  - 1977年　小林俊博
  - 1978年　竹内和利
  - 1979年　竹内和利
  - 1980年　島谷　修
  - 1981年　松永貞夫
  - 1982年　河原條秀紀
  - 1983年　尾内　晃
  - 1984年　小林俊博
  - 1985年　小林俊博
  - 1986年　鈴木奎吾
  - 1987年　福留　勇
  - 1988年　林　照雄
  - 1989年　林　照雄
  - 1990年　小林俊博
  - 1991年　松永貞夫
  - 1992年　松永貞夫
  - 1993年　松永貞夫
  - 1994年　三野龍男
  - 1995年　小林俊博
  - 1996年　三野龍男
  - 1997年　沈思黙考
  - 1998年　小林俊博
  - 1999年　森田誉淳
  - 2000年　小林俊博
  - 2001年　森田誉淳
  - 2002年　森田誉淳
  - 2003年　八木善生
  - 2004年　森田誉淳
  - 2005年　三野龍男
  - 2006年　森田誉淳
  - 2007年　中尾克彦
  - 2008年　森田誉淳
  - 2009年　長崎　正